# Zinho Gano
Zinho Gano (Sint-Katelijne-Waver, 13 de outubro de 1993) é um futebolista guineense que atua como atacante. Atualmente defende oAl-Hazem, time da Liga Príncipe Mohammad bin Salman (segunda divisão saudita). Nascido na Bélgica, representa a Guiné-Bissau em nível internacional.

## Carreira em clubes

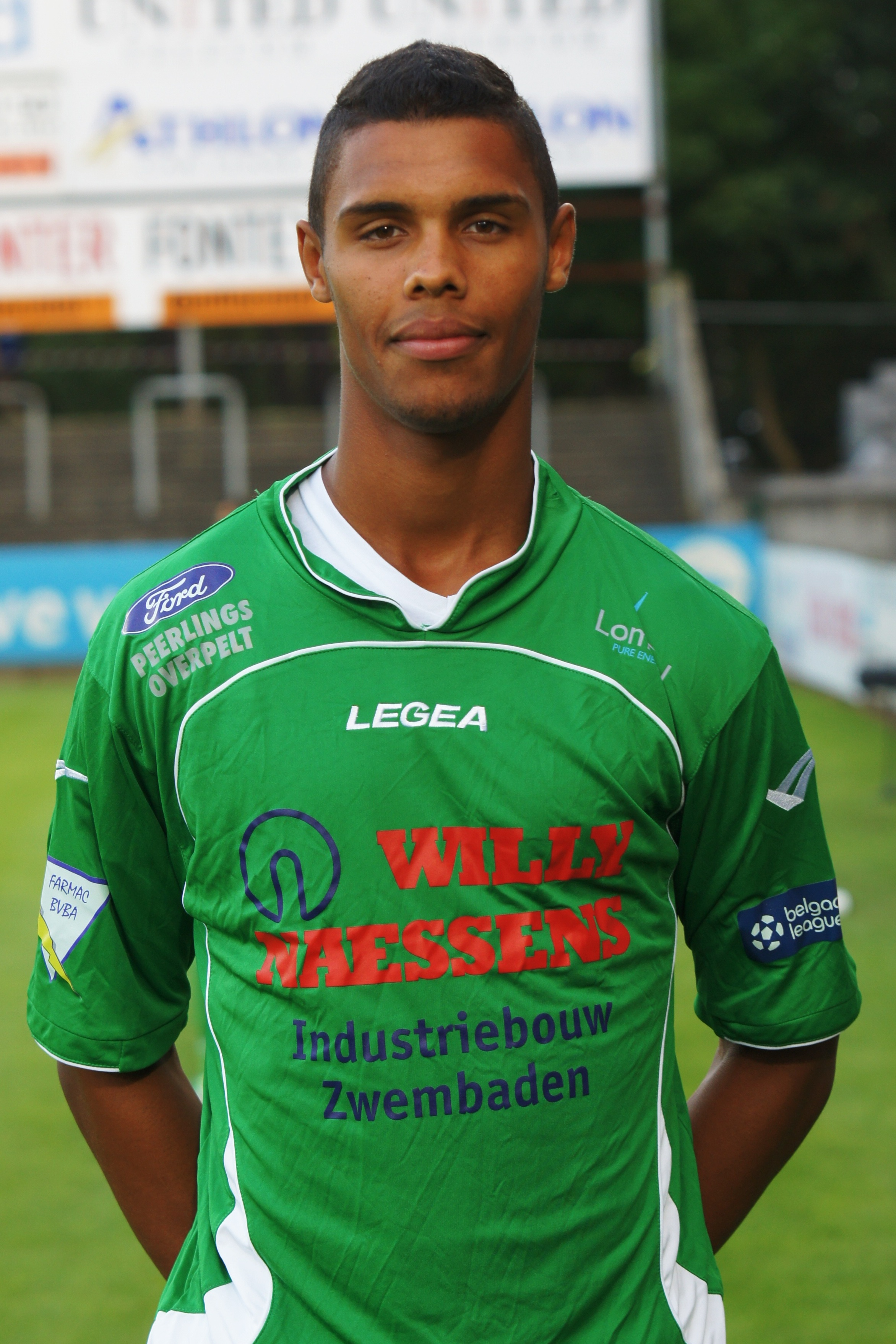
Gano em 2013, com a camisa do Lommel United.

Revelado pelo Club Brugge, Gano se profissionalizou em 2013, mas não disputou nenhuma partida oficial pelo clube, que o emprestou para Lommel United e Mouscron-Péruwelz, pelo qual fez sua estreia na primeira divisão belga contra o Anderlecht, em julho de 2014. Jogou também por Waasland-Beveren e Oostende antes de assinar com o Genk em 2018. Pelos Blauw-Wit, foi campeão nacional em sua primeira temporada, porém não voltaria a ser utilizado até 2021, sendo emprestado para Royal Antwerp e Kortrijk durante o período. Foi como atleta do Antwerp que o atacante venceu a Copa da Bélgica de 2019–20.
Ainda passou 3 anos no Zulte Waregem antes de ser contratado pelo Al-Hazem, equipe da segunda divisão saudita, em agosto de 2024.

## Carreira internacional
Filho de um guineano e de uma belga de origem flamenga, o atacante chegou a defender as seleções de base da Bélgica entre 2011 e 2012, passando a representar a Guiné-Bissau em nível profissional em 2022. A estreia pelos Djurtus foi na vitória por 3 a 0 sobre a Guiné Equatorial, em março do mesmo ano.
Integrou o elenco que disputou a Copa das Nações Africanas de 2023, tendo atuado apenas contra a Nigéria. Os Djurtus seriam eliminados na primeira fase, com a segunda pior campanha na competição (foi uma das 2 seleções que não pontuaram, ao lado da Gâmbia).

## Títulos
Genk
- Jupiler Pro League: 2018–19

Royal Antwerp
- Copa da Bélgica: 2019–20